# Walter Clark (juge)
Pour les articles homonymes, voir Walter Clark et Clark.
Walter McKenzie Clark (19 août 1846 - 19 mai 1924) est un avocat de Caroline du Nord,  devenu juge associé (1889-1903) et juge en chef (1903-1924) de la Cour suprême de Caroline du Nord.

## Biographie
Clark, né dans le comté d'Halifax, en Caroline du Nord, fréquente l'Université de Caroline du Nord à Chapel Hill. Il sert comme officier dans l'armée des États confédérés, pendant la guerre civile américaine avant de s'inscrire à l'Université de Caroline du Nord à Chapel Hill. Après avoir obtenu son diplôme en 1864, il retourne à la guerre en tant que commandant (major) du 6e bataillon des réserves juniors de Caroline du Nord, devient lieutenant-colonel en 1865. Dans les années 1870, Clark s'installe à Raleigh, en Caroline du Nord, pratique le droit et écrit des livres sur le droit et l'histoire. 
En avril 1885, le gouverneur Alfred M. Scales nomme Clark juge à la Cour supérieure et, en 1889, le gouverneur Daniel G. Fowle l'élève à la Cour suprême de l'État de Caroline du Nord où il est réélu avec le soutien non seulement de son propre Parti démocrate, mais aussi de celui des républicains et des populistes. Élu juge en chef en 1902, il est réélu plusieurs fois. En 1912, il se présente sans succès au Sénat des États-Unis en tant que réformateur libéral contre son compatriote démocrate Furnifold Simmons. 
Walter Clark est l'auteur d'un texte sur le « gouvernement des juges », repris et diffusé par le professeur de droit Edouard Lambert.
Clark meurt dans l'exercice de ses fonctions en 1924. Il est enterré au cimetière d'Oakwood.